# 林期昌
林期昌（1600年—1639年），字泰曾，號存崖，福建泉州府晉江縣人，明朝、南明政治人物。

## 生平
林期昌原名林長昌（林長焻）。天啟元年（1621年）中辛酉科舉人，崇禎十年（1637年）成進士，都察院觀政，本年獲授南京工部虞衡司主事，十二年去世，年四十歲。他做事忠於職守，也非常孝順，母親早逝，加倍謹慎侍奉父親，友好對待弟弟，以忠直交友；友人季子賢去世，他撫養其兒子。

## 家族
曾祖林健，赠礼部尚书翰林学士；祖父林武苴，武进士，湖广行都司佥書，贈驃騎將軍都指挥使、特進光禄大夫左柱國，祀名宦乡贤。父林欲栋，乙未進士、南光禄寺卿。

## 引用
1. 1 2  道光《晉江縣志·卷五十一·人物志》：林期昌，字泰曾。崇禎丁丑進士，授南京戶部虞衡司主事，勤於其職。性至孝，念母蚤逝，事父倍謹。待諸弟篤愛，尤恤窮交。友人季子賢歿，為撫其孤。捍外侮。年四十卒。
2. ↑  道光《晉江縣志·卷三十一·選舉志》：天啟元年辛酉科解元範方榜……林其昌　榜名長昌。府學。丁丑進士。
3. ↑  《崇祯十年丁丑科进士三代履历》：林期昌，曾祖徤，赠礼部尚书翰林学士；祖武苴，武进士，湖广行都司佥書，贈驃騎將軍都指挥使、特進光禄大夫左柱國，祀名宦乡贤。父欲栋，南光禄寺卿乙未。存崖，易一房，辛亥四月二十九日生，晋江县人，辛酉八十四名，会九十三名，二甲十三名，都察院观政，本年授南工部虞衡司主事，己卯卒。
4. ↑  錢海岳《南明史·卷四十三·列傳第十九》：（隆武）時吏部司官：……林期昌，晉江人。崇禎十年進士。稽勳郎中。